# Liste der Baudenkmäler in Regensburg-Stadtamhof
Auf dieser Seite sind die Baudenkmäler in der Oberpfälzer Bezirkshauptstadt Regensburg zusammengestellt. Diese Tabelle ist eine Teilliste der Liste der Baudenkmäler in Bayern. Grundlage ist die Bayerische Denkmalliste, die auf Basis des Bayerischen Denkmalschutzgesetzes vom 1. Oktober 1973 erstmals erstellt wurde und seither durch das Bayerische Landesamt für Denkmalpflege geführt wird. Die folgenden Angaben ersetzen nicht die rechtsverbindliche Auskunft der Denkmalschutzbehörde.

## Baudenkmäler
| Lage                                                                          | Objekt | Beschreibung | Akten-Nr.       | Bild |
| ----------------------------------------------------------------------------- | --- | --- | --------------- | --- |
| Am Brückenbasar 1, 2, 3, 4, 5, 6, 7, 8, 9, 10, 11, 12, 13, 16 (Standort)      | Sogenannter Brückenbasar | Zwei symmetrische und eingeschossige Ladenzeilen mit Walmdach über hakenförmigem Grundriss, klassizistisch, 1824/25 anstelle der 1809 zerstörten mittelalterlichen Anlage | D-3-62-000-53   | Sogenannter Brückenbasar |
| Am Gries 5 (Standort)                                                         | Kleinhaus | Zweigeschossiger und traufständiger Satteldachbau mit Zwerchhaus, bezeichnet mit „1718“ | D-3-62-000-61   | Kleinhaus |
| Am Gries 7 (Standort)                                                         | Ehemalige Hafnerei | Dreigeschossiger und giebelständiger Satteldachbau, Giebelhaus, zweite Hälfte 18. Jahrhundert, mit Werkstatteinrichtung von 1863 | D-3-62-000-62   | Ehemalige Hafnerei |
| Am Gries 9 (Standort)                                                         | Wohnhaus | Dreigeschossiger und giebelständiger Mansarddachbau, im 19. Jahrhundert aus dem Umbau eines älteren Gebäudes hervorgegangen | D-3-62-000-63   | Wohnhaus |
| Am Gries 15 (Standort)                                                        | Wohnhaus eines ehemaligen Fischereianwesens | Dreigeschossiger und traufständiger Satteldachbau, erste Hälfte 18. Jahrhundert, im Kern älter | D-3-62-000-64   | Wohnhaus eines ehemaligen Fischereianwesens |
| Am Gries 27 (Standort)                                                        | Ehemalige Gastwirtschaft Zum Silbernen Hecht | Zweigeschossiger und traufständiger Satteldachbau, 16./17. Jahrhundert, zweite Hälfte 18. Jahrhundert, zum Garten Laubengang und Aborterker, zweite Hälfte 18. Jahrhundert | D-3-62-000-65   | Ehemalige Gastwirtschaft Zum Silbernen Hecht |
| Am Gries 33 (Standort)                                                        | Kleinhaus | Zweigeschossiger und traufständiger Satteldachbau, 19. Jahrhundert, im Kern älter | D-3-62-000-66   | Kleinhaus |
| Am Gries 35 (Standort)                                                        | Kleinhaus | Zweigeschossiger und traufständiger Mansarddachbau, im Kern zweites Viertel des 17. Jahrhunderts, in der zweiten Hälfte des 19. Jahrhunderts überformt | D-3-62-000-67   | Kleinhaus |
| Am Gries 36 (Standort)                                                        | Wohn- und Werkstatthaus eines ehemaligen Schiffsmeisteranwesens                                                                                           | Zweigeschossiger und giebelständiges Mansardwalmdachbau mit Putzgliederungen, bezeichnet mit „1786“, im Kern älter | D-3-62-000-68   | Wohn- und Werkstatthaus eines ehemaligen Schiffsmeisteranwesens                                                                                           |
| Am Protzenweiher 1 (Standort)                                                 | Wohnhaus | Dreigeschossiger und giebelständiger Mansardwalmdachbau in Ecklage, nach 1809 unter Verwendung eines älteren Gebäudes | D-3-62-000-100  | Wohnhaus |
| Am Protzenweiher 7 (Standort)                                                 | Wohnhaus | Zweigeschossiger und giebelständiger Mansarddachbau mit korbbogigem Portal, bezeichnet mit „1809“ | D-3-62-000-102  | Wohnhaus |
| Am Protzenweiher 16 (Standort)                                                | Dampflokomotive der Walhallabahn (sogenanntes Walhallabockerl)                                                                                            | Baujahr 1908 | D-3-62-000-101  | Dampflokomotive der Walhallabahn (sogenanntes Walhallabockerl)                                                                                            |
| An der Schierstadt 1 (Standort)                                               | Wohn- und Geschäftshaus | Dreigeschossiger und giebelständiger Mansardwalmdachbau, nach Stadtbrand 1809 unter Verwendung der Reste eines älteren Gebäudes | D-3-62-000-141  | Wohn- und Geschäftshaus |
| An der Schierstadt 2 (Standort)                                               | Wohn- und Geschäftshaus | Zweigeschossiger und traufständiger, nach Osten abgewalmter Mansarddachbau, nach Stadtbrand 1809 | D-3-62-000-142  | Wohn- und Geschäftshaus |
| An der Schierstadt 3 (Standort)                                               | Gedenktafel mit Maria Immaculata zum Andenken an die im Spanischen Erbfolgekrieg am 12. August 1704 bei der Verteidigung von Stadtamhof gefallenen Bürger | Blechschnitt und Kalkstein, bezeichnet mit „1862“ | D-3-62-000-1580 | Gedenktafel mit Maria Immaculata zum Andenken an die im Spanischen Erbfolgekrieg am 12. August 1704 bei der Verteidigung von Stadtamhof gefallenen Bürger |
| An der Schierstadt 6 (Standort)                                               | Portal | Profilierter Korbbogen mit Scheitelstein und Kämpfern, Kalkstein, bezeichnet mit „1799“ | D-3-62-000-143  | Portal |
| Andreasstraße (Standort)                                                      | Wegkreuz | Korinthische Säule mit Kreuzaufsatz, auf profiliertem Inschriftsockel, barock, 1765, renoviert 1865, 1922 versetzt, Steinkreuz 1978 erneuert | D-3-62-000-1091 | Wegkreuz |
| Andreasstraße 1 (Standort)                                                    | Wohn- und Geschäftshaus | Dreigeschossiger und giebelständiger Mansardwalmdachbau, 1912 nach Abbruch eines im Kern barocken Brauereianwesens errichtet, Erdgeschoss modern aufgezehrt, rückseitig Anbau, zweigeschossiger Mansardwalmdachbau mit Altane | D-3-62-000-144  | Wohn- und Geschäftshaus |
| Andreasstraße 8 (Standort)                                                    | Wohnhaus | Dreigeschossiger und traufständiger Satteldachbau, 1877 aus der Zusammenlegung zweier Einzelhäuser des 17./18. Jahrhunderts entstanden, 1884 Aufstockung des Vorderhauses, 1892 des Rückgebäudes | D-3-62-000-145  | Wohnhaus |
| Andreasstraße 9 (Standort)                                                    | Ehemaliges Gebäude des Augustiner-Chorherrenstifts St. Andreas und St. Mang, 1803 säkularisiert, seit 1975 Fachakademie für katholische Kirchenmusik      | Barocke Dreiflügelanlage mit Gliederung und gewölbten Räumen, 1730–38 | D-3-62-000-146  | weitere Bilder |
| Andreasstraße 10 (Standort)                                                   | Ehemalige Tabakmühle | Dreigeschossiger und traufständiger Satteldachbau mit Mittelrisalit, 1805, Inschrifttafel mit Bäckerwappen, Kalkstein, 1826 | D-3-62-000-147  | Ehemalige Tabakmühle |
| Andreasstraße 11 (Standort)                                                   | Katholische Pfarrkirche St. Andreas und St. Mang, ehemalige Augustinerchorherrenstiftskirche                                                              | Traufständiger Saalbau mit eingezogenem Chor, Chorflankenturm mit Welscher Haube und Westfassade mit Pilastergliederungen und Nischen in Haustein, die Fundamente der 1634 zerstörten romanischen Stiftskirche im Keller des Pfarrhauses, Neubau 1697–1717, 1875 Fertigstellung des Turmes; mit Ausstattung | D-3-62-000-148  | weitere Bilder |
| Andreasstraße 12, 14 (Standort)                                               | Doppelhaus | Dreigeschossiger und traufständiger Mansarddachbau, mit korbbogigen Eingängen und Putzgliederungen an Nr. 12, um 1803 | D-3-62-000-149  | Doppelhaus |
| Andreasstraße 13 (Standort)                                                   | Pfarrhaus von St. Mang | Zweigeschossiger Mansardwalmdachbau mit Eckerker und Schweifgiebelgauben, neubarock, 1919, mit Fundamenten der romanischen Stiftskirche im Keller | D-3-62-000-1477 | Pfarrhaus von St. Mang |
| Andreasstraße 17 (Standort)                                                   | Grabplatte für Maria Josepha Reichsgräfin von Hörwarth | Inschrifttafel mit Wappen, Kalkstein, 1778 | D-3-62-000-150  | Grabplatte für Maria Josepha Reichsgräfin von Hörwarth |
| Andreasstraße 19 (Standort)                                                   | Ehemaliges Frauenkloster Notre Dame, seit 1892 Knaben- und Mädchenschulhaus von Stadtamhof                                                                | Dreigeschossiger Satteldachbau, 1733–35 | D-3-62-000-151  | Ehemaliges Frauenkloster Notre Dame, seit 1892 Knaben- und Mädchenschulhaus von Stadtamhof                                                                |
| Andreasstraße 20 (Standort)                                                   | Wohnhaus | Zweigeschossiger Mansardwalmdachbau in Ecklage mit korbbogiger Toreinfahrt, 1803, Umbauten 19./20. Jahrhundert | D-3-62-000-152  | Wohnhaus |
| Andreasstraße 21 (Standort)                                                   | Wohnhaus | Dreigeschossiger und giebelständiger Satteldachbau, im Kern 17. Jahrhundert, Umbauten zweite Hälfte 18. Jahrhundert | D-3-62-000-153  | Wohnhaus |
| Andreasstraße 22 (Standort)                                                   | Wohnhaus | Dreigeschossiger und traufständiger Mansarddachbau, bezeichnet mit „1803“ | D-3-62-000-154  | Wohnhaus |
| Andreasstraße 23 (Standort)                                                   | Wohnhaus | Dreigeschossiger und giebelständiger Satteldachbau in Ecklage, im Kern zweites Viertel 17. Jahrhundert, im 18./19. Jahrhundert erweitert und aufgestockt | D-3-62-000-155  | Wohnhaus |
| Andreasstraße 24 (Standort)                                                   | Ehemaliger Stadel des Stiftes St. Mang | Dreigeschossiger und traufständiger Mansarddachbau mit Schopf in Ecklage, Putzgliederungen, 1803 zum Wohnhaus umgebaut | D-3-62-000-156  | Ehemaliger Stadel des Stiftes St. Mang |
| Andreasstraße 26, 28 (Standort)                                               | Ehemaliger Bayerischer Salzstadel (sogenannter Andreasstadel)                                                                                             | Zweigeschossiger und traufständiger Steilsatteldachbau, 16. Jahrhundert | D-3-62-000-157  | Ehemaliger Bayerischer Salzstadel (sogenannter Andreasstadel)                                                                                             |
| Fischlstraße 1 (Standort)                                                     | Wohnhaus | Zweigeschossiger und traufständiger Satteldachbau in Ecklage mit Schweifgiebel und Figurennische, Reste barocker Substanz nach durchgreifender Sanierung 1980/81 | D-3-62-000-408  | Wohnhaus |
| Franziskanerplatz 1 (Standort)                                                | Wohnhaus | Viergeschossiger und giebelständiger Mansardwalmdachbau, nach Stadtbrand von 1809 über barocker Substanz wiederaufgebaut, mit Keller aus der zweiten Hälfte 13. Jahrhundert, 1905 Aufstockung und Innenumbauten | D-3-62-000-422  | Wohnhaus |
| Franziskanerplatz 2 (Standort)                                                | Wohnhaus | Zweigeschossiger und giebelständiger Mansardwalmdachbau in Ecklage, im Kern 18. Jahrhundert, Inneres im 19. Jahrhundert und 1908 umgebaut | D-3-62-000-423  | Wohnhaus |
| Franziskanerplatz 5 (Standort)                                                | Wohnhaus | Dreigeschossiger und giebelständiger Mansarddachbau mit Schopf, nach Stadtbrand von 1809 | D-3-62-000-425  | Wohnhaus |
| Franziskanerplatz 6 (Standort)                                                | Wohnhaus | Dreigeschossiger und giebelständiger Mansardwalmdachbau mit stichbogigen Eingängen, nach Stadtbrand von 1809 | D-3-62-000-426  | Wohnhaus |
| Franziskanerplatz 8 (Standort)                                                | Ehemaliges Beamtenwohnhaus für das benachbarte Gerichtsgebäude, auf den Grundmauern der ehemaligen Franziskanerkirche, 1650–53                            | Viergeschossiger und giebelständiger Mansarddachbau mit Vorschussgiebel, 1909/10 (bezeichnet mit „1910“) | D-3-62-000-428  | Ehemaliges Beamtenwohnhaus für das benachbarte Gerichtsgebäude, auf den Grundmauern der ehemaligen Franziskanerkirche, 1650–53                            |
| Franziskanerplatz 10 (Standort)                                               | Ehemaliges Amtsgericht (jetzt Staatliches Vermessungsamt)                                                                                                 | Dreigeschossiger und gestelzter Mansardwalmdachbau mit übergiebeltem Mittelrisalit und Pilastergliederungen über gebändertem Erdgeschoss, neubarock, 1893 anstelle des ehemaligen Franziskanerklosters erbaut | D-3-62-000-430  | Ehemaliges Amtsgericht (jetzt Staatliches Vermessungsamt)                                                                                                 |
| Franziskanerplatz 11 (Standort)                                               | Wohnhaus | Dreigeschossiger und traufständiger Satteldachbau, nach Stadtbrand von 1809, Fassade mit Sichtziegel und Neurenaissance-Putzgliederung, Ende 19. Jahrhundert | D-3-62-000-431  | Wohnhaus |
| Franziskanerplatz 13 (Standort)                                               | Ehemaliges Schiffsmeisterhaus | Dreigeschossiger und traufständiger Mansarddachbau, 1815 | D-3-62-000-432  | Ehemaliges Schiffsmeisterhaus |
| Franziskanerplatz 17 (Standort)                                               | Wohnhaus | Dreigeschossiger und traufständiger Mansarddachbau mit Zwerchgiebel, im Kern wohl 17./18. Jahrhundert, nach Stadtbrand von 1809 erneuert | D-3-62-000-434  | Wohnhaus |
| Franziskanerplatz 19 (Standort)                                               | Wohnhaus | Dreigeschossiger und traufständiger Mansarddachbau mit Putzgliederungen, neubarock, im Kern 17./18. Jahrhundert, 1903 nach Süden erweitert und aufgestockt | D-3-62-000-435  | Wohnhaus |
| Gebhardstraße 1 (Standort)                                                    | Wohnhaus | Zweigeschossiger und giebelständiger Mansarddachbau mit Schopf und gotisch profilierter Ecke, nach Stadtbrand 1809 wiederhergestellt | D-3-62-000-467  | Wohnhaus |
| Gebhardstraße 3, 5 (Standort)                                                 | Ehemaliges Kaufmannshaus aus Wohnhaus (Nr. 5) und Salzniederlage (Nr. 3)                                                                                  | Zweigeschossiger und traufständiger Mansarddachbau mit Schopfwalm und geknickter Fassade, wohl zweite Hälfte 18. Jahrhundert | D-3-62-000-468  | Ehemaliges Kaufmannshaus aus Wohnhaus (Nr. 5) und Salzniederlage (Nr. 3)                                                                                  |
| Gebhardstraße 4 (Standort)                                                    | Wohnhaus | Zweigeschossiger und giebelständiger Mansardwalmdachbau, nach Stadtbrand 1809 unter Wiederverwendung barocker Außenmauern, mit mittelalterlichen und barocken Kellerteilen | D-3-62-000-469  | Wohnhaus |
| Gutweinstraße 3 (Standort)                                                    | Wohnhaus | Dreigeschossiger und giebelständiger Mansardwalmdachbau, erste Hälfte 19. Jahrhundert | D-3-62-000-527  | Wohnhaus |
| Gutweinstraße 7 (Standort)                                                    | Wohnhaus | Zweigeschossiger und traufständiger Mansarddachbau mit Krüppelwalm, nach Stadtbrand 1809, Innenausbau zweite Hälfte 19. Jahrhundert | D-3-62-000-528  | Wohnhaus |
| Herzog-Albrecht-Straße 1 (Standort)                                           | Ehemaliges Knabenschulhaus | Zweigeschossiger Walmdachbau, Mitte 18. Jahrhundert, mit nordwestlichem Flügelbau von 1820 | D-3-62-000-1504 | Ehemaliges Knabenschulhaus |
| Herzog-Albrecht-Straße 7 (Standort)                                           | Ehemaliger Stadel, heute Wohnhaus mit Werkstatt | Zweigeschossiger Massivbau mit Mansardgiebeldach, im Kern wohl noch 18. Jahrhundert, Dachkonstruktion, 1805 (dendrochronologisch datiert), Ausbau des Dachgeschosses, 1900. | D-3-62-000-2216 | weitere Bilder |
| Pfaffensteiner Weg 4, 6 (Standort)                                            | Wohnhaus | Dreigeschossiger und traufständiger Satteldachbau mit geknickter Fassade, Nord- und Westflügel nach Stadtbrand 1809, unter Verwendung älterer Teile, 1864 aufgestockt | D-3-62-000-903  | Wohnhaus |
| Pfaffensteiner Weg 8, 10 (Standort)                                           | Handwerkerhaus | Dreigeschossiger Walmdachbau auf hakenförmigem Grundriss, Osthaus im Kern 17./18. Jahrhundert, 1840 aufgestockt, Westhaus 1840 unter Verwendung älterer Teile mit Osthaus vereinigt | D-3-62-000-904  | Handwerkerhaus |
| Pfaffensteiner Weg 12 (Standort)                                              | Wohnhaus, Südhaus ehemaliges Gasthaus zum Schwarzen Raben                                                                                                 | Zweigeschossiger und giebelständiger Satteldachbau mit betontem Obergeschoss, im Kern 17. Jahrhundert, 1879 ausgebaut und mit Fassadengliederung versehen, Nordhaus mit Färberwerkstatt, nach Stadtbrand 1809, 1904 aufgestockt Rest der ehemaligen Gartenanlage des Franziskanerklosters, Bruchsteinmauer mit Strebepfeilern, um 1697 Mit Gartenpavillon, Zeltdachbau mit Arkaden auf profilierten Pfeilern, Mitte 18. Jahrhundert | D-3-62-000-1525 | Wohnhaus, Südhaus ehemaliges Gasthaus zum Schwarzen Raben                                                                                                 |
| St.-Katharinen-Platz 3, 5, Am Brückenfuß 1, 3, 4, 5, Spitalgasse 2 (Standort) | St.-Katharinen-Spital mit katholischer Pfarr- und Spitalkirche (bis 1809 Friedhofskapelle St. Michael oder St. Johannes)                                  | Sechseckiger Zentralbau mit Chor, westlichem Langhaus und Dachreiter, um 1220/30 errichtet als Mausoleum der Familie Zant, Langhaus bezeichnet mit „1287“, 1489 Vergrößerung des Chors, 1858–60 Chorneubau, Regotisierung und durchgreifende Umbauten durch Michael Maurer; mit Ausstattung Spitalgebäude, sogenannte Infirmerie, dreigeschossiger und giebelständiger Mansarddachbau mit Halbwalm und Flutgewölben, nach Westen sogenannter Frauenbau, jetzt Brauerei, mit Durchfahrt, in der Substanz gotisch, Westseite barock und jünger, 1809 beim Stadtbrand teilweise zerstört und wiederaufgebaut Ehemaliges Brauhaus, traufständiger Satteldachbau mit Sudhaus und Malztenne, 1855, im Kern „1556“ (bezeichnet), Umbauten um 1900 Ehemaliges Spitalbad und Armenkrankenhaus, dreigeschossiger Walmdachbau, 1809/15, um 1850 Umbau zur Gaststätte, Innenumbauten 1902 und 1912 Sogenanntes Krondorf, zweiteiliger Komplex, südlich ehemaliger Getreidekasten, dreigeschossiger und giebelständiger Satteldachbau, nach Brand 1809 erneuert und zum Pfründnerwohnhaus ausgebaut, nördlich ehemaliges Beamtenwohnhaus, dreigeschossiger und traufständiger Satteldachbau mit Durchfahrt, 1809/15 Sogenannter Offiziersbau, ehemaliges Wohnhaus des Spitalmeisters, dreigeschossiger Walmdachbau auf L-förmigem Grundriss, mit Durchfahrt und Stuckfries, im Kern 18. Jahrhundert, Wiederherstellung nach Brand 1809 Ehemaliger Kuhstall und Stadel, zweigeschossiger und traufständiger Halbwalmdachbau mit gewölbtem Erdgeschoss, um 1720, Umbauten Mitte 19. Jahrhundert Südlich ehemaliger Schweinestall, eingeschossiger Satteldachbau, um 1850 Ehemalige Malzmühle und Schreiberhaus, zweigeschossiger Walmdachbau, im Kern 15./16. Jahrhundert, Innenausbau um 1900 | D-3-62-000-1025 | weitere Bilder |
| Seifensiedergasse 2 (Standort)                                                | Wohnhaus | Aus zwei ehemaligen selbständigen Häusern entstandener dreigeschossiger Mansarddachbau in Ecklage, im Kern mittelalterlich, im 19. Jahrhundert überformt, Nordhaus 1924 aufgestockt und mit Flachdach versehen | D-3-62-000-1083 | Wohnhaus |
| Seifensiedergasse 4 (Standort)                                                | Wohnhaus | Dreigeschossiger Flachwalmdachbau in Ecklage, 18. Jahrhundert, Aufstockung und Fassadengliederungen in Werkstein, Neurenaissance, 1880 | D-3-62-000-1085 | Wohnhaus |
| Seifensiedergasse 6 (Standort)                                                | Wohnhaus, ehemaliges Seifensiederanwesen | Zweigeschossiger und traufständiger Satteldachbau, 17. Jahrhundert, im 19. Jahrhundert und 1981 überformt Ehemalige Werkstatt, zweigeschossiger Mansarddachbau mit Laubengang, zweite Hälfte 18. Jahrhundert, Aufstockung Anfang 19. Jahrhundert | D-3-62-000-1086 | Wohnhaus, ehemaliges Seifensiederanwesen |
| Seifensiedergasse 14 (Standort)                                               | Wohnhaus des Büchsenmachers Johann Kuchenreuther | Zweigeschossiger und traufständiger Satteldachbau, im Kern zweite Hälfte 16. Jahrhundert, „1794“ umgebaut und erweitert (bezeichnet) | D-3-62-000-1090 | Wohnhaus des Büchsenmachers Johann Kuchenreuther |
| Spitalgasse 5 (Standort)                                                      | Wohnhaus | Zweigeschossiger und traufständiger Mansarddachbau in Ecklage, wohl Anfang 19. Jahrhundert, mit hofseitiger Laube, zweite Hälfte 19. Jahrhundert | D-3-62-000-1127 | Wohnhaus |
| Stadtamhof (Standort)                                                         | Stadttor | Dreiteilige Anlage mit pylonenähnlichen Pfeilern, Durchfahrt und zwei gewölbten Durchgängen, seitlich Tormauern, Sichtquadermauerwerk, klassizistisch, 1825 | D-3-62-000-1738 | Stadttor |
| Stadtamhof 2 (Standort)                                                       | Wohn- und Geschäftshaus | Dreigeschossiger und giebelständiger Mansarddachbau mit Schopfwalm, nach Stadtbrand 1809, über mittelalterlichem Keller, Erdgeschoss modern verändert | D-3-62-000-1129 | Wohn- und Geschäftshaus |
| Stadtamhof 3 (Standort)                                                       | Wohn- und Geschäftshaus | Dreigeschossiger und giebelständiger Mansarddachbau mit Schopfwalmdach, nach Stadtbrand 1809, über mittelalterlichen Kellern, Erdgeschoss modern verändert | D-3-62-000-1130 | Wohn- und Geschäftshaus |
| Stadtamhof 4 (Standort)                                                       | Wohn- und Geschäftshaus (Mälzereianwesen) | Dreigeschossiger und giebelständiger Mansarddachbau mit Schopfwalm, nach Stadtbrand 1809, über mittelalterlichem Keller Rückgebäude, dreigeschossiger und traufständiger Mansarddachbau mit Laubengängen, nach 1809, römische Spolie Mälzerei, zweigeschossiger und gestelzter traufständiger Satteldachbau mit Rundbogenöffnungen, 1809/20 Ehemaliger Stall, zweigeschossiger und traufständiger Satteldachbau, nach 1809 | D-3-62-000-1131 | Wohn- und Geschäftshaus (Mälzereianwesen) |
| Stadtamhof 5 (Standort)                                                       | Wohn- und Geschäftshaus, ehemaliges Colosseum | Dreigeschossiger und giebelständiger Mansarddachbau mit Schopfwalm, bezeichnet mit „1811“; beherbergte in der NS-Zeit das KZ-Außenlager Regensburg | D-3-62-000-1132 | Wohn- und Geschäftshaus, ehemaliges Colosseum |
| Stadtamhof 6 (Standort)                                                       | Wohn- und Geschäftshaus | Dreigeschossiger und giebelständiger Mansarddachbau mit Schopfwalmdach, rückwärtig zweigeschossige Holzaltane, nach Stadtbrand 1809 | D-3-62-000-1133 | Wohn- und Geschäftshaus |
| Stadtamhof 7 (Standort)                                                       | Ehemaliges Rathaus, 1812 als Königliches Hallamt erbaut                                                                                                   | Dreigeschossiger und giebelständiger Schopfwalmdachbau mit mittiger Blendnische und Uhrengiebel, Wappen bezeichnet mit „1832“ | D-3-62-000-1134 | Ehemaliges Rathaus, 1812 als Königliches Hallamt erbaut                                                                                                   |
| Stadtamhof 8 (Standort)                                                       | Ehemalige Brauereigaststätte | Dreigeschossiger und giebelständiger Mansarddachbau mit Halbwalm, nach Stadtbrand 1809 | D-3-62-000-1135 | Ehemalige Brauereigaststätte |
| Stadtamhof 9 (Standort)                                                       | Wohn- und Geschäftshaus | Dreigeschossiger und giebelständiger Mansarddachbau mit Halbwalm, nach Stadtbrand 1809, Erdgeschoss modern verändert | D-3-62-000-1136 | Wohn- und Geschäftshaus |
| Stadtamhof 10, 10 a, 10 b, 10 c (Standort)                                    | Wohn- und Geschäftshaus | Dreigeschossiger und giebelständiger Mansarddachbau mit Halbwalm, bezeichnet mit „1815“, im Kern älter | D-3-62-000-1137 | Wohn- und Geschäftshaus |
| Stadtamhof 11 (Standort)                                                      | Wohn- und Geschäftshaus | Zweiteiliger dreigeschossiger und giebelständiger Mansarddachbau mit Halbwalm, nördlich mit Zwerchhaus, Balkon und Welscher Haube, nach Stadtbrand 1809, Fassadengliederungen in Stuck, neubarock, 1895 | D-3-62-000-1138 | Wohn- und Geschäftshaus |
| Stadtamhof 12 (Standort)                                                      | Ehemalige Brauereigaststätte | Dreigeschossiger und giebelständiger Mansarddachbau mit Halbwalm, nach Stadtbrand 1809, mit älterem Kern | D-3-62-000-1139 | Ehemalige Brauereigaststätte |
| Stadtamhof 13 (Standort)                                                      | Wohn- und Geschäftshaus | Dreigeschossiger und giebelständiger Mansarddachbau mit Halbwalmdach, nach Stadtbrand 1809 | D-3-62-000-1140 | Wohn- und Geschäftshaus |
| Stadtamhof 14 (Standort)                                                      | Wohn- und Geschäftshaus | Dreigeschossiger und giebelständiger Mansarddachbau mit Halbwalm, nach Stadtbrand 1809, Ladeneinbau 1930 | D-3-62-000-1141 | Wohn- und Geschäftshaus |
| Stadtamhof 15 (Standort)                                                      | Ehemaliger Brauereigasthof | Dreigeschossiger und giebelständiger Mansarddachbau mit Krüppelwalm, nach Stadtbrand 1809, Umbauten zweite Hälfte 19. Jahrhundert | D-3-62-000-1142 | Ehemaliger Brauereigasthof |
| Stadtamhof 16 (Standort)                                                      | Wohn- und Geschäftshaus | Dreigeschossiger und giebelständiger Mansarddachbau mit Krüppelwalm, nach Stadtbrand 1809 Ehemaliger Stadel, zweigeschossiger und traufständiger Mansarddachbau, zweite Hälfte 18. Jahrhundert, im 19. Jahrhundert zu Wohnhaus ausgebaut | D-3-62-000-1143 | Wohn- und Geschäftshaus |
| Stadtamhof 17 (Standort)                                                      | Wohn- und Geschäftshaus | Dreigeschossiger und giebelständiger Mansarddachbau mit Krüppelwalm und Gesimsteilung, bezeichnet mit „1810“, Erdgeschoss modern verändert | D-3-62-000-1144 | Wohn- und Geschäftshaus |
| Stadtamhof 18 (Standort)                                                      | Wohn- und Geschäftshaus | Dreigeschossiger und giebelständiger Mansarddachbau mit Krüppelwalm, nach Stadtbrand 1809, mit Fassadenfigur des heiligen Joseph, 19. Jahrhundert | D-3-62-000-1145 | Wohn- und Geschäftshaus |
| Stadtamhof 20 (Standort)                                                      | Wohn- und Geschäftshaus | Dreigeschossiger und giebelständiger Mansarddachbau mit Halbwalm, nach Stadtbrand 1809 | D-3-62-000-1147 | Wohn- und Geschäftshaus |
| Stadtamhof 21 (Standort)                                                      | Wohn- und Geschäftshaus | Dreigeschossiger und giebelständiger Mansarddachbau mit Halbwalm, nach Stadtbrand 1809, über wohl mittelalterlichem Keller | D-3-62-000-1148 | Wohn- und Geschäftshaus |
| Stadtamhof 22 (Standort)                                                      | Wohn- und Geschäftshaus | Dreigeschossiger und giebelständiger Mansarddachbau mit Halbwalmdach, nach Stadtbrand 1809, überformt um 1900 | D-3-62-000-1149 | Wohn- und Geschäftshaus |
| Stadtamhof 23 (Standort)                                                      | Wohn- und Geschäftshaus | Dreigeschossiger und giebelständiger Mansarddachbau mit Halbwalm, nach Stadtbrand 1809, Innenumbauten 1812 | D-3-62-000-1150 | Wohn- und Geschäftshaus |
| Stadtamhof 24 (Standort)                                                      | Ehemalige Brauereigaststätte (Schildbräu) | Viergeschossiger und traufständiger Halbwalmdachbau, bezeichnet mit „1811“, Mansarde 1873 zum Vollgeschoss ausgebaut | D-3-62-000-1151 | Ehemalige Brauereigaststätte (Schildbräu) |
| Stadtamhof 26 (Standort)                                                      | Wohn- und Geschäftshaus | Dreigeschossiger und giebelständiger Mansarddachbau mit Krüppelwalm, um 1810 | D-3-62-000-1152 | Wohn- und Geschäftshaus |
| Stadtamhof 28 (Standort)                                                      | Wohn- und Geschäftshaus | Viergeschossiger Walmdachbau mit Kniestock in Ecklage, 1809/10, Mansarde 1888 zum Vollgeschoss ausgebaut | D-3-62-000-1153 | Wohn- und Geschäftshaus |
| Wassergasse 1 (Standort)                                                      | Wohnhaus, ehemaliges Lagerhaus | Dreigeschossiger und traufständiger Satteldachbau mit Halbwalm, nach Stadtbrand 1809 über Erdgeschoss des 16./17. Jahrhunderts | D-3-62-000-1309 | Wohnhaus, ehemaliges Lagerhaus |
| Wassergasse 6 (Standort)                                                      | Kleinhaus | Zweigeschossiger und giebelständiger Mansarddachbau, um 1800 | D-3-62-000-1310 | Kleinhaus |
| Wassergasse 15 (Standort)                                                     | Ehemalige Rotgerberei | Dreigeschossiger und giebelständiger Mansarddachbau mit Krüppelwalm, zweite Hälfte 18. Jahrhundert Ehemaliger Gerberstadel, dreigeschossiger Mansarddachbau mit Trockenlauben und Aufzugsgaube, um 1800, um 1900 zu Wohnungen ausgebaut | D-3-62-000-1312 | Ehemalige Rotgerberei |